# 密蘇里州堪薩斯城聖殿
密蘇里堪薩斯城聖殿（Kansas City Missouri Temple）是耶穌基督後期聖徒教會第137座聖殿，也是大堪薩斯城地區的首座耶穌基督後期聖徒教會聖殿。密蘇里堪薩斯城聖殿的修建計劃在2008年10月4日公佈。2012年4月7日至28日期間，聖殿對公眾開放。2012年5月5日，聖殿舉行了奉獻儀式。

## 外部連結
- 维基共享资源上的相關多媒體資源：密蘇里州堪薩斯城聖殿
- Kansas City Missouri Temple（页面存档备份，存于） (official)
- Kansas City Missouri Temple page
- The Kansas City Temple Chaser[永久] - Construction images.